# 存在する理由 DOCUMENTARY of AKB48
『存在する理由 DOCUMENTARY of AKB48』（そんざいするりゆう ドキュメンタリー オブ エーケービーフォーティーエイト）は、2016年の日本のドキュメンタリー映画。AKB48のドキュメンタリー映画シリーズの5作目である。2016年7月8日に公開された。

## 概要
2014年12月に開催された『第4回AKB48紅白歌合戦』会場で制作がサプライズ発表され、約1年半を経た2016年5月5日にパシフィコ横浜で開催された43rdシングル『君はメロディー』の握手会会場において特報映像が上映され、同年7月8日公開およびNHKの元プロデューサーの石原真が監督であることがサプライズ発表された。 
2016年6月18日に新潟・HARD OFF ECOスタジアム新潟で開催された『AKB48 45thシングル 選抜総選挙』の開票イベント前のコンサートで映画タイトル発表されるとともに、同日にキービジュアルが解禁され、予告編がYouTubeで公開された。公開間際の第8回選抜総選挙の開票イベントでの映像も映画に取り込まれている。
キービジュアルに書かれている、予告編で字幕としてが挿入されているキャッチコピーは、「AKB48は、なぜ10年続いたのか？　AKB48は、あと10年続くのか？」。キャッチコピーのとおり、AKB48が誕生から10年という大きな節目を迎えた2015年12月8日に、高橋みなみから横山由依へAKB48グループ総監督の役職がに引き継がれた。前作は大島優子の卒業を軸に描かれていたが、本作は高橋みなみが卒業した後、AKB48は今後どう存在していくべきなのかという「AKB48の存在する理由」をテーマとした作品になっている。
渡辺麻友、柏木由紀、島崎遥香、横山由依らへのインタビュー映像を交えながらも、14期生の岡田奈々、小嶋真子、西野未姫、15期生の向井地美音、大和田南那、込山榛香など台頭してきたメンバーも取材対象として多面的に描いている。また、JKT48に移籍した仲川遥香や近野莉菜のほか、すでにAKB48を卒業していた光宗薫や内田眞由美も取材対象としている。新グループNGT48もキャプテンの北原里英とともに取材対象となっている。
さらにモーニング娘。をプロデュースしてきたつんく♂、ももいろクローバーZの川上アキラプロデューサーへのインタビュー、そして週刊文春記者へのインタビューも行われ、その映像が収録されている。
従来のAKB48のドキュメンタリー映画と同様、映画用に「あの日の自分」が書き下ろされ、主題歌として使用されている。

## プロモーション
6月30日にプレミア上映会が、東京・お台場シネマメディアージュで開催され、メンバー12人と監督の石原真が登壇。同作の舞台挨拶が公開初日は都内で、翌日の7月9日には全国7都市で開催され、各地でAKB48グループのメンバーが登壇した。

## スタッフ
- 監督：石原真
- 企画：秋元康
- 監督補・編集：藤原道仁
- 製作：吉成夏子、大田圭二（東宝）、秋元伸介（秋元康事務所）、北川謙二（ノース・リバー）、今井環
- プロデューサー：古澤佳寛、磯野久美子（秋元康事務所）、松村匠（AKS）、牧野彰宏（AKS）、佐渡岳利
- ラインプロデューサー：竹下孝
- 撮影：瀬戸俊介
- 録音：河上達也
- 製作：AKS、東宝、秋元康事務所、ノース・リバー、NHKエンタープライズ
- 配給：東宝映像事業部

## 主題歌
AKB48「あの日の自分」（作詞：秋元康、作曲：カワノミチオ、編曲：野中“まさ”雄一） - 2017年1月25日リリース『サムネイル』に収録。

## 関連商品
映像作品『存在する理由 DOCUMENTARY of AKB48』（Blu-ray・DVDの2形態で2016年12月14日発売）
- スペシャル・エディション - 特典として特報や予告編、舞台挨拶の映像集を収録。EAN 4988104104328, EAN 4988104104342
- コンプリートBOX - ディレクターズカット版、主題歌「あの日の自分」のMV、チーム8のインタビューなどを収録。